# Agathis orbicula
Agathis orbicula är en barrträdart som beskrevs av De Laub. Agathis orbicula ingår i släktet Agathis och familjen Araucariaceae. IUCN kategoriserar arten globalt som sårbar. Inga underarter finns listade i Catalogue of Life.

## Bildgalleri

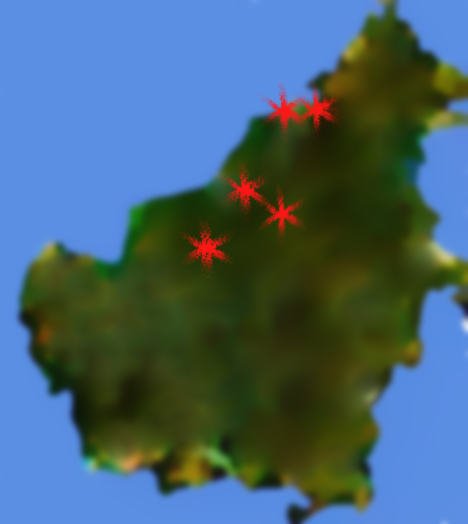